# John Foster (1er baron Oriel)
John Foster, 1er baron Oriel (1740 - 23 août 1828), est un pair irlandais et un homme politique, chancelier de l'Échiquier d'Irlande et dernier président de la Chambre des communes irlandaise.

## Biographie
Il est le fils d'Anthony Foster (en) de Dunleer, Louth, baron en chef de l'échiquier irlandais (et fils de John Foster, député de Dunleer) de sa première épouse, Elizabeth Burgh. Il vit à Merville, qui fait maintenant partie du campus du University College Dublin à Clonskeagh, dont il est devenu propriétaire en 1778. Il hérite également de son père de Collon House, dans le comté de Louth, et apporte d'importantes améliorations à la maison et au terrain, qui est célèbre pour sa variété d'arbres et d'arbustes.

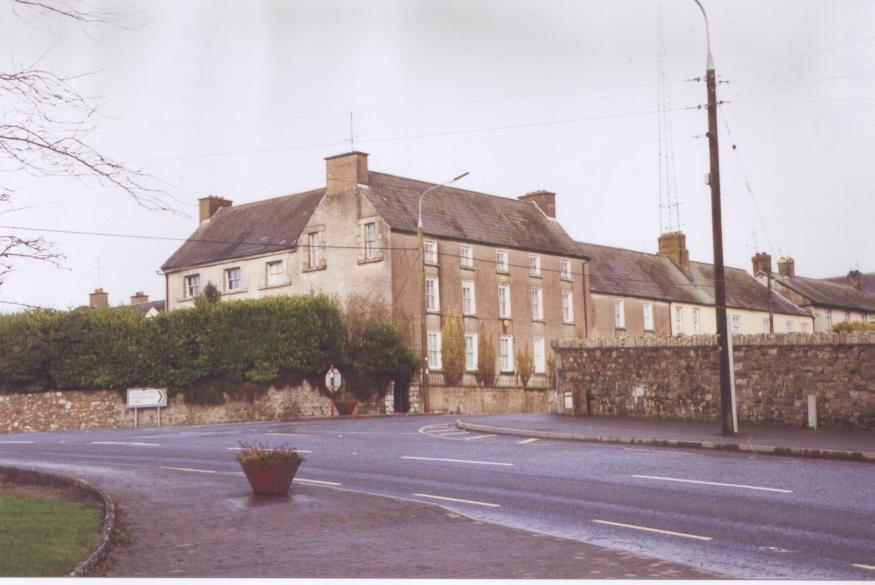
Collon House, siège ancestral de la famille Foster

## Carrière politique
Il est élu député à la Chambre des communes irlandaise pour Dunleer en 1761, un siège qu'il occupe jusqu'en 1769. Il fait sa marque dans les questions financières et commerciales en étant nommé chancelier de l'Échiquier irlandais en 1784. William Lecky fait remarquer que sa loi prévoyant l'octroi de primes à l'exportation de maïs et l'imposition de lourdes taxes sur son importation est en grande partie responsable de la transformation de l'Irlande en terres de cultures plutôt qu'en pâturages. En 1785, il devient le dernier président de la Chambre des communes irlandaise.
En 1768, Foster est élu pour Navan et en 1783 pour Sligo Borough. Les deux fois, il se présente à Louth, qu'il choisit ensuite de représenter. Il occupe ce siège jusqu'à l'acte d'Union de 1801, auquel il s'oppose. De 1785 à 1800, il est président du Parlement irlandais. Ses adversaires affirment que son opposition à l'Union est moins politique que personnelle: convoqué à Londres pour des consultations, il se trouve traité avec mépris par les fonctionnaires anglais à qui il a affaire, qui se moquent de son accent irlandais et l'appellent "Mister Spaker". De retour en Irlande, il lance une campagne d’opposition à l’Union. Il refuse finalement de rendre la masse du président, conservée par sa famille et exposée dans l'ancien parlement, l'actuelle Bank of Ireland.
Il est Custos Rotulorum de Louth de 1798 à 1801 et Lord Lieutenant de Louth de 1798 à sa mort.
Il est élu au nouveau parlement du Royaume-Uni en 1801 en tant que député du comté de Louth et, de 1804 à 1806, est chancelier de l'échiquier irlandais sous William Pitt le Jeune. De 1807 à 1813, il est deuxième commissaire au Trésor irlandais et, de 1807 à 1812, l'un des Lords du Trésor.
En 1821, il est créé pair du Royaume-Uni sous le titre de baron Oriel, de Ferrard, dans le comté de Louth, et meurt le 23 août 1828.

## Famille

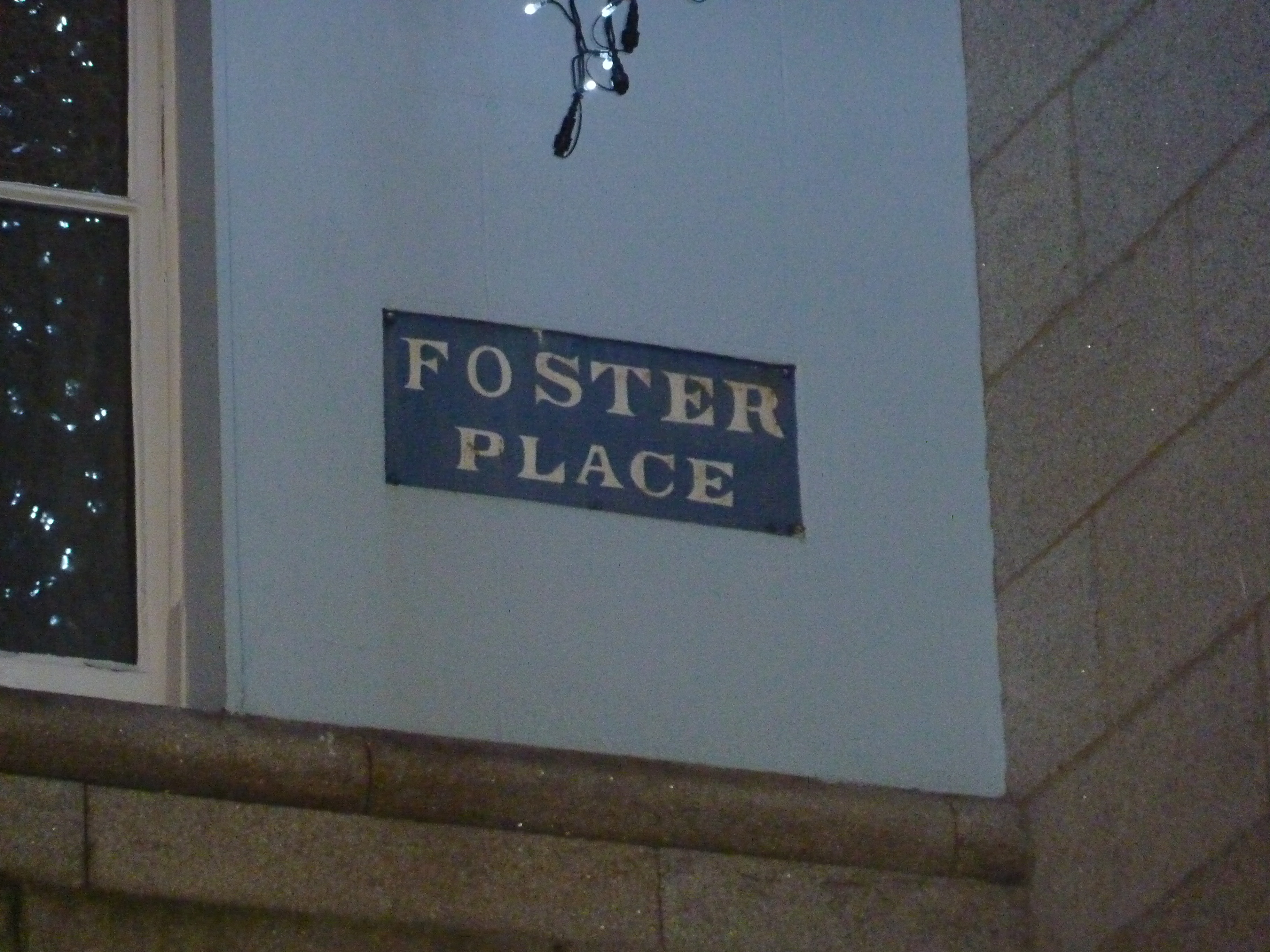
Foster Place, Dublin

En 1764, il épouse Margaretta Amelia Burgh, fille de Thomas Burgh (en)), député de Lanesborough, et son épouse Anne Downes, fille de Dive Downes (en), évêque de Cork et Ross. John et Margaretta ont deux fils et une fille.
Son fils aîné, John Foster, est député de Dunleer de 1790 à 1792 et est décédé sans descendance avant le 18 avril 1792. John ne doit pas être confondu avec son cousin John William Foster, député de Dunleer de 1783 à 1790 .
Son épouse (décédée en 1824) est anoblie en 1790, dans la pairie irlandaise, sous le titre de baronne Oriel, et en 1797, de vicomtesse Ferrard. Leur fils cadet, Thomas Henry (en) (1772-1843), épouse Harriet Skeffington, vicomtesse Massereene, prend le nom de Skeffington et hérite de tous ces titres. Les derniers vicomtes Massereene sont leurs descendants.
John et Margaretta ont également une fille, Anne, qui épouse James Blackwood (2e baron Dufferin) (en), mais n'a pas d'enfants.
L'un de ses cousins épouse Elizabeth Cavendish, alias Lady Bess Foster, également connue sous le nom d'Elizabeth, la duchesse de Devonshire. Son plus jeune frère est l'évêque William Foster (évêque).